# آنلاوتر
آنلاوتر (به آلمانی: Anlauter) یک رود در آلمان است که در بایرن واقع شده‌است.